# Тасиро, Масаси
Масаси Тасиро, или Марси, (яп. 田代まさし, Tashiro Masashi, родился 31 августа 1956 в преф. Сага, проживает в Синдзюку, Токио) — известный на всю Японию комик, телепостановщик, тенор-вокалист ансамбля Rats & Star, прославившийся также громкими скандалами. С 2000 неоднократно попадал под суд и отбывал наказания за скандальное поведение и употребление наркотиков.
Был объявлени «Человеком Года» журнала Time в 2001, значительно опередив по рейтингу Осаму Бин-Ладена и Джорджа Буша.
В Японии он прославился в первую очередь как мастер жанра дадзярэ (яп. 駄洒落, dajare) (каламбуров японского языка), за что был прозван «королём дадзярэ».